# La fabbrica del panico
La fabbrica del panico è un romanzo a sfondo sociale di Stefano Valenti, edito nel 2013. È incentrato sulla denuncia delle condizioni degli operai, esposti a moltissimi rischi, in particolare quello dell'amianto, nella Breda Siderurgica di Sesto San Giovanni.
Il romanzo si è aggiudicato nel 2014 il Premio Campiello, il Premio Volponi, entrambi nella categoria Opera Prima, e, nel 2015, il Premio Bergamo.. 

## Trama
Il libro è narrato in prima persona dall'autore, figlio di un operaio che ha lavorato dall'età di vent'anni fino a quaranta nelle Fucine Breda di Sesto San Giovanni. Pur essendosi congedato dopo due decenni di servizio, il padre è stato colpito da mesotelioma pleurico, cancro ai polmoni causato dall'esposizione alle fibre di amianto. La morte del padre è avvenuta decenni dopo che questi aveva lasciato la fabbrica ed è l'ultimo e più doloroso dramma, tra quelli vissuti dall'uomo all'interno delle fucine. Così il figlio ne ripercorre tutte le tappe, passo per passo, soffrendo a sua volta di terribili crisi di panico.
L'acciaieria è descritta come un meccanismo infernale: temperature troppo alte, vapori irrespirabili, turni distruttivi, paura di non reggere i ritmi imposti, paura dei sorveglianti e dei loro rapporti di lavoro alla direzione. In questo ambiente si era impiegato il padre dell'autore nei primi anni '50, giungendo dalla Valtellina e compiendo ogni giorno lunghissimi e lenti viaggi per non arrivare mai in ritardo al lavoro e per tornare a una casa che non meritava questo nome. Nel giovane operaio è acuta la consapevolezza di non poter aspirare a un destino migliore, a causa del basso livello di scolarizzazione. Eppure, con gli orari massacranti cui si deve sottoporre, egli riesce a perseguire il suo desiderio di diventare pittore, seguendo corsi all'Accademia di Brera e, raggiunto un servizio considerato sufficiente, si licenzia e dà vita al suo sogno.
Nel tempo che trascorre fino all'implacabile malattia, padre e figlio dialogano a lungo e il figlio riesce a fare proprie le molte emozioni negative sofferte dal padre, che gli hanno causato disturbi cronici gastrointestinali e delle vie respiratorie. La diagnosi finale di cancro, la lunga degenza, l'agonia e la morte dell'ex operaio sono inaccettabili per l'autore che, sempre più sopraffatto dal dolore e dal ripetersi di crisi nervose debilitanti, si mette in contatto con gli amici e colleghi del padre. E ciò gli consente di ascoltare tutte le loro storie, di partecipare al processo intentato contro la direzione della fonderia, di scrivere un libro con intento di denuncia sulle infermità e soprattutto sulle morti che hanno colpito tanti lavoratori.
Il racconto delle battaglie sostenute dagli operai e dai loro rappresentanti per ottenere condizioni migliori e risarcimenti si affianca all'agghiacciante descrizione dello stillicidio di fibre di amianto su tutto e tutti; utilizzato al fine di difendere i corpi dai getti di fiamma, nessuno ha sospettato per molto tempo quanto quel materiale fosse pericoloso e, per giunta, gli indumenti impregnati venivano lavati in casa, esponendo anche i membri delle famiglie al contatto. Uomini e donne si sono susseguiti negli anni, ma sempre è toccato ai più poveri accettare quel lavoro, gli italiani hanno visto subentrare molti immigrati nella grande fabbrica, anch'essi paganti lo stesso tributo di morte e menomazioni.
Al processo, giunto troppo tardi, sono sfilati uomini e donne, italiani e stranieri, vecchi e giovani, vedove e orfani. Tutto si è concluso con l'assoluzione dei responsabili o con la caduta in prescrizione dei reati contestati. Chiusa nei primi anni '90, la fabbrica ha inghiottito persino la speranza della giustizia; a vivi e morti non sono rimasti che documenti e fotografie.

## Edizioni
- Stefano Valenti, La fabbrica del panico, Feltrinelli, Milano 2013

## Fonti
L'autore dichiara di essersi avvalso dei seguenti lavori per la redazione del libro:
- N. Montella, Siamo i sopravvissuti del reparto che uccideva, in "Diario", Milano, 24-30 settembre 1997.
- E. Partesana, La linea del fuoco, in "Collegamenti Wobbly", n. 4-5, Genova, nuova serie 1997-1998.
- L. Consonni, L. Pesatori, La lotta paga, Il papiro, Milano 1998.
- M. Michelino, La lotta di classe nelle grandi fabbriche di Sesto San Giovanni, Centro di iniziativa proletaria G. Tagarelli, Milano 2003.
- M. Michelino, D. Trolio, Operai, carne da macello, Comitato per la difesa della salute nei luoghi di lavoro e del territorio, Milano 2005.